# 新関勝芳
新関 勝芳（しんぜき / にいぜき かつよし、1906年（明治39年）3月20日 - 1994年（平成6年）4月27日）は、日本の裁判官、弁護士。大阪高等裁判所長官、ロッキード事件の弁護団長を務めた。

## 経歴
1907年広島市に生まれる。小学校卒業前に父を亡くし、旧制修道中学校（現：修道中学校・高等学校）の夜間部で学び同校卒業。東京帝国大学を卒業し、裁判官となる。1971年大阪高等裁判所長官に就任。裁判長として造船疑獄事件を担当した。のちに弁護士に転身し、ロッキード事件では田中角栄元首相の弁護団長を務めた。1976年勲一等瑞宝章受章。